# Serednie Małe
Serednie Małe – odrodzona wieś w Polsce, położona na północnym stoku Otrytu w Bieszczadach w województwie podkarpackim, w powiecie bieszczadzkim, w gminie Czarna. Graniczy z Olchowcem (zach.), Rosochatem (wsch.) i Polaną (płd).

## Historia
W czasach I Rzeczypospolitej wieś należała do ziemi sanockiej. Osadzona na prawie wołoskim przed 1580 przez rodzinę Kmitów. Dawne nazwy: wssi woloskye Serednye (1580), Serednie sive Polanczyk (1654), Seredni Polanczyk (1673), Serednia alias Polanczyk (1678), Serednie małe (1855), Seredne (1860). Zarówno katolicy, jak i unici mieli swoje parafie w Polanie.
W XVIII–XX w. wieś była zaściankiem szlacheckim, mieszkały tam rodziny:

- Stupniccy
- Wiszniewscy
- Żukotyńscy
- Kawczyńscy
- Kamińscy
- Dominikowscy
- Michalscy
- Laskowscy
- Jastrzębscy
- Kwiatkowscy
- Rajchmanowie
- Uruscy
- Cichońscy
- Kowalscy
- Radwańscy
- Skowrońscy
- Wiśniowscy
- Domańscy

Była to szlachta siedząca na dziedzicznych niewielkich częściach wsi, małych folwarkach, a raczej zagrodach. W 1780 wieś należała do Antoniego i Ignacego Stupnickich, Marii Wiszniewskiej, Bernarda Żukotyńskiego, Aleksandra Kawczyńskiego i rodziny Kamińskich.
W 1831 jako właściciel dominum Serednie Małe wymieniany jest Paweł Michalski. W połowie XIX wieku właścicielem posiadłości tabularnej Seredne Małe był Antoni Stupnicki.
W latach 70. XIX w. wieś liczyła 177 mieszkańców (52 katolików, 88 unitów i 32 żydów), składała się z 26 domów (9 należało do 8 rodzin szlacheckich). Natomiast w 1921 we wsi było już 36 domów, w których mieszkało 240 osób, w tym: 89 katolików, 144 unitów oraz 7 żydów. W czasie spisu 100 osób podało narodowość polską, a 140 rusińską.
W II Rzeczypospolitej wieś w powiecie leskim województwa lwowskiego.
W latach 1940–1941 (II wojna światowa) NKWD zesłało na Syberię 4-osobową rodzinę miejscowego polskiego leśnika oraz aresztowało i zamordowało w Samborze emerytowanego funkcjonariusza Policji Państwowej. W latach 1943–1945 zamordowani zostali w Seredniem Małem przez UPA (czystka etniczna w województwach lwowskim, tarnopolskim i stanisławowskim):

- 1. Cichońska Maria, żona Edwarda, 30.03.1943
- 2. Cichoński Edward, l. 45, 30.03.1943
- 3. Jastrzębski Józef, 30.03.1943
- 4. Jastrzębski Władysław, syn Józefa, 30.03.1943
- 5. Jastrzębski Jan, syn Józefa, 30.03.1943
- 6. Kwiatkowski Emil, 30.03.1943
- 7. Michalska Maria, żona Józefa, 30.03.1943
- 8. Michalski Józef, l. 37, 30.03.1843
- 9. Radwańska Eugenia, 09.1944
- 10. Radwański Mieczysław, 09.1944
- 11. Radwański Eugeniusz, syn Mieczysława i Eugenii, 09.1944
- 12. Wiśniowska Stefania, 09.1944
- 13. Wiśniowski Zenon, syn Antoniego, 1945

W latach 1944–1951 wieś była włączona do ZSRR, a wszystkich mieszkańców przesiedlono w głąb ZSRR. W wyniku Umowy o zmianie granic z 15 lutego 1951 wieś ponownie znalazła się w Polsce.
Dziś znajduje się tu prywatne gospodarstwo i stadnina koni huculskich, które żyją w systemie tabunowym. Gospodarstwo zajmuje się agroturystyką.